# Wilfried
Wilfried is een voornaam. De naam komt uit het Germaans en bestaat uit twee delen, wil en fried. De betekenis is "het willen, het streven" en "vrede".
Bekende personen met de naam Wilfried zijn:
- Wilfried Finkers, Twents cabaretier (broer Herman Finkers)
- Wilfried Martens, voormalig Belgisch premier
- Wilfried Nelissen, voormalig Belgisch prof-wielrenner
- Wilfried de Jong, cabaretier en presentator
- Wilfried Van Moer, voormalig Belgisch voetballer